# Rachel Blumberg
Rachel Chaiya Blumberg (Portland, Oregon, 1969. február 10. –) amerikai énekes és dobos, leginkább a The Decemberists banda tagjaként ismert.

## Élete
Rachel Chaiya Blumberg 1969. február 10-én született az Oregon állambeli Portlandben. Édesanyja Naomi Blumberg csellista és az Oregoni Csellótársaság elnök emeritája; édesapja Bernie Blumberg zenész, zenetanár, szakfelügyelő és iskolaigazgató.

## Pályafutása
Blumberg nem csak a The Decemberists dobosa volt, hanem tagja volt a Sissyface, Boycrazy, Norfolk & Western és The Minders együtteseknek (utóbbinak rövid ideig), valamint M. Ward háttércsapatának.
2007-ben nagyrészt a Bright Eyes bandával énekelt és dobolt a Cassadaga és Four Winds lemezek népszerűsítésére szolgáló turnékon, valamint más, omahai indie csoportokkal is koncertezett. 2007-ben és 2008 elején M. Warddal, Jolie Hollanddel, valamint a Norfolk & Westernnel új albumokat rögzítettek.
Az éneklésen és doboláson kívül még játszik ukulelén, bendzsón, ütőhangszereken, zongorán és számos más, húros, elektronikus vagy billentyűs hangszeren.
Zenei tudása mellett Portlandben és Omahában rajztehetségét is megmutatta; megrendelői között van Gillian Welch, Jonathan Richman, Matthew Caws (Nada Surf),  Jenny Conlee (The Decemberists) és Laura Veirs.

## Diszkográfia

### Norfolk & Western
- Centralia (2000)
- Winter Farewell (2002)
- Dusk in Cold Parlours (2003)
- If You Were Born Overseas (2005)
- The Unsung Colony (2006)

### Otterpop a.k.a. Bunny Summer

#### Otterpop
- Pollen Count (1992)

#### Bunny Summer
- Slaughter on 13th Street (1993)
- The One About Las Vegas (1994)

### Sissyface
- A Night at the X-Ray (1994)
- Damn Everything But the Circus (1994)
- 4×4 Monster Truck Series (1995)
- Cant’t Stand the Smell (1995)
- Muscle Car (1995)
- With a Shower of Sparks (1995)
- Tiger Stripes Forever (1996)
- King Lighter Stealer (1996)
- Can’t Stand the Smell, Vol. 2 (1996)

### Boycrazy
- Last Thursday +2 (2000)
- Foreign Words (2001)

### The Decemberists
- Castaway and Cutouts (2002)
- Her Majesty The Decemberists (2003)
- The Tain (2004)
- Billy Liar (2004)
- Picaresque (2005)
- 16 Military Wives (2005)
- Picaresqueties (2005)

### M. Ward
- Transistor Radio (2005)
- Post-War (2006)

### Robert Deeble
- This Bar Has No One Left (2005)

### Douglas Shepherd
- Type Foundry Sessions (2001)

### Corrina Repp
- The Absent and the Distant (2006)

### She & Him
- Volume One (2008)

### Jolie Holland
- The Living and the Dead (2008)

## Fordítás
Ez a szócikk részben vagy egészben  a   Rachel Blumberg című angol Wikipédia-szócikk ezen változatának fordításán alapul.  Az eredeti cikk szerkesztőit annak laptörténete sorolja fel. Ez a jelzés csupán a megfogalmazás eredetét és a szerzői jogokat jelzi, nem szolgál a cikkben szereplő információk forrásmegjelöléseként.